# Southland (TV-serie)
Southland är en amerikansk kriminal- och dramaserie vars första säsong bestod sju avsnitt och hade premiär på NBC år 2009. NBC lade ner serien efter en säsong men rättigheterna togs över TNT. Seriens efterföljande fyra säsonger visades på TNT. Totalt bestod serien av 43 avsnitt som visades mellan 2009 och 2013 innan serien lades ned efter säsong 5. Serien skapades av Ann Biderman, och kommer att visas på Viaplay med start 1 juni 2023.

## Handling
Serien kretsar kring en grupp poliser och utspelar sig i Los Angeles. Bland huvudkaraktärerna finns den kvinnliga polisen Chickie Brown som har som mål att bli den första kvinnliga polisen i ett LAPD SWAT-team och aspiranten Ben Sherman.

## Rollista i urval
- Michael Cudlitz - John Cooper
- Benjamin McKenzie - Ben Sherman
- Shawn Hatosy - Sammy Bryant
- Regina King - Lydia Adams
- Kevin Alejandro - Nate Moretta
- Michael McGrady - Daniel "Sal" Salinger
- Arija Bareikis - Chickie Brown
- Tom Everett Scott - Russell Clarke
- Jenny Gago - Josie Ochoa
- Dorian Missick - Ruben Robinson
- Lucy Liu - Jessica Tang
- C. Thomas Howell - Dewey Dudek